# Gustaf Emanuel Dillner
Gustaf Emanuel Dillner, född 5 april 1792 i Tuna församling, Västernorrlands län, död 16 april 1834 i Lockne församling, Jämtlands län, var en svensk militär.

## Biografi
Gustaf Emanuel Dillner föddes 1792. Han var son till kyrkoherden Eric Johan Dillner och Catharina Elisabeth Salin i Tuna församling. Dillner blev 1808 student vid Uppsala universitet och blev 3 februari 1810 fanjunkare vid Jämtlands fältjägarkår. Han blev 4 oktober 1810 underlöjtnant vid nämnda regemente och avlade officersexamen 21 juni 1811 och artilleriexamen 25 april 1811. Dillner blev förste adjutant 19 december 1812 och andra löjtnant 23 september 1813. År 1814 fick han guldmedalj för tapperhet i fält. Han blev 19 november förste löjtnant vid regementet och 28 augusti 1822 kapten i armén. Dillner blev 22 april 1823 kapten och kompanichef. Den 6 juli 1826 blev han major i armén och 22 februari 1834 major i regementet. Dillner avled 1834 på militärbostället i Lassby i Lockne församling.
Dillner blev riddare av Svärdsorden.  

### Familj
Dillner gifte sig Hedvig Charlotta Lovisa Eek (född 1799). Hon var dotter till översten Johan Fredrik Eek vid Jämtlands fältjägarkår. De fick tillsammans barnen länsmannen Johan August Dillner (1819–1895) i Nätra, brukspatronen Harald Dillner (1821–1891) i Nora, Laura Charlotta Dillner (1825–1863) som var gift med kyrkoherden och kontraktsprosten Per Erik Frisk i Häverö församling och bokhållaren Gustaf Halfdan Dillner (1831–1863) vid Matfors bruk.